# Amriswil
Amriswil är en stad och kommun i distriktet Arbon i kantonen Thurgau i Schweiz. Kommunen har 14 643 invånare (2023).
Amriswil omnämns för första gången år 799 som Amalgeriswilare.
Kommunen består förutom staden Amriswil av orterna Biessenhofen, Hagenwil bei Amriswil, Schocherswil, Oberaach, Niederaach, Räuchlisberg och Almensberg.
En majoritet (85,2 %) av invånarna är tyskspråkiga (2014). En italienskspråkig minoritet på 3,1 % lever i kommunen. 32,8 % är katoliker, 30,0 % är reformert kristna och 37,2 % tillhör en annan trosinriktning eller saknar en religiös tillhörighet (2014).
| Ort                   | Invånare 31 dec 2021 |
| --------------------- | -------------------- |
| Amriswil              | 12 397               |
| Almensberg            | 58                   |
| Räuchlisberg          | 97                   |
| Biessenhofen          | 147                  |
| Schocherswil          | 390                  |
| Hagenwil bei Amriswil | 125                  |
| Oberaach              | 147                  |
| Niederaach            | 56                   |

## Vänorter
- Radolfzell am Bodensee, Tyskland, sedan 1999[6]